# Piper Halliwell
Piper Halliwell è una delle protagoniste della serie televisiva Streghe. È interpretata dall'attrice Holly Marie Combs.

## Biografia
È la figlia secondogenita di Patty Halliwell e Victor Bennett, nata il 7 agosto 1973 (anche se nell'episodio 3.03 si allude al fatto che Piper sia del segno dei gemelli, ha due anni meno di Prue, non tre, nelle prime scene della quinta stagione sfoglia il suo vecchio album di fotografie, che arriva fino a quando aveva cinque anni, ovvero l'ultimo suo compleanno in cui sua madre era viva nel 1977, prima di morire a fine febbraio 1978, e nel viaggio temporale che compie nell'ultimo episodio arriva in un periodo in cui da bambina aveva quasi tre anni e Phoebe non era ancora nata, e si sa per certo che la nascita di Phoebe è avvenuta nel novembre 1975; questi numerosissimi indizi denunciano che Piper è nata in realtà nel maggio 1972)

## Carattere
Piper è uno dei personaggi che si evolvono maggiormente nel corso della serie. Inizialmente il suo carattere è timido e insicuro, ma i numerosi pericoli affrontati nel corso della serie, e soprattutto la morte della sorella maggiore Prue, la forzano a indurire il proprio carattere, rendendola autoritaria e spesso irascibile. Piper nutre un forte spirito di famiglia, come scopo principale ha infatti quello di poter condurre una vita normale per potersi circondare con serenità di tutti i suoi cari.

## Amori
Il primo amore di Piper di cui si è a conoscenza è stato Jeremy Burns, che, però, già dal primo episodio, si rivela essere uno stregone, interessato a rubare i poteri di tutte e tre le sorelle. Il secondo amore di Piper è stato Mark Chao, un fantasma, che Piper è costretta a lasciare nel momento del trapasso. Importante è stata la storia con il vicino di casa Dan Gordon, finita poiché la strega era ancora innamorata di Leo Wyatt. L'ultimo e il più grande amore è stato Leo Wyatt, l'angelo bianco delle tre streghe, con il quale Piper si sposa nell'episodio 3.15, "Finalmente sposi", da cui avrà tre figli: Wyatt, Chris e Melinda, come anche molti nipoti tra cui una bambina (che si intravede nelle scene finali dell'episodio 8.22, "Streghe per sempre", probabilmente da non identificare con la Melinda dell'episodio 2.02, "Viaggio nel futuro"). Altri amori di Piper sono stati: i banchieri Jack e Rob, il pompiere Greg e Josh.

## Poteri magici
La prima facoltà magica che Piper riceve in dono è il potere della stasi molecolare (o potere bloccante o congelante). Il potere magico di Piper non le permette di fermare il tempo, piuttosto, la stasi molecolare ha effetto sulla materia, nei confronti della quale agisce direttamente, rallentando fino a fermare il ritmo molecolare; l'effetto macroscopico è l'immobilizzazione dei corpi e, nel caso di esseri animati, l'arresto di tutte le funzioni biologiche, compreso il flusso sanguigno (riferimento all'episodio 2.07, "La voce del pensiero"), la respirazione e addirittura il pensiero. Quando Piper usa il suo potere bloccante su un vivente, al termine dell'effetto, l'essere in questione non ha memoria dell'intervallo in cui è rimasto immobilizzato, anche se può capirlo da alcuni particolari esterni (per esempio, gli orologi, la luce del sole ecc.). Il potere bloccante di Piper si sviluppa notevolmente nel corso delle varie stagioni. Inizialmente l'effetto di immobilizzazione ha una durata limitata: Piper stessa, nell'episodio 1.04, "Un amore ultraterreno", è consapevole della breve durata del suo potere (all'inizio esso dura poco più di 25 secondi). Inoltre, come spesso viene ripetuto, il potere della stasi molecolare non "oltrepassa le pareti", ossia ha un effetto limitato all'ambiente in cui viene utilizzato. Tuttavia, come si osserva nel citato episodio 2.02, "Viaggio nel futuro", il potere di Piper si sviluppa sia in senso della durata, sia in senso dell'estensione, tant'è vero che, col tempo, riesce a gestirlo meglio, riuscendo a bloccare corpi che viaggiano a velocità altissime (riferimento all'episodio 3.03, "C'era una volta...", in cui riesce a immobilizzare i velocissimi trolls), oppure a bloccare solo parte dei corpi (riferimento all'episodio 3.08, "La confessione", in cui immobilizza un demone ad eccezione della testa) o ancora può bloccare così come sbloccare anche solo un individuo tra tutti quelli che si trovano nel suo raggio d'azione. In seguito il potere della stasi molecolare aumenterà notevolmente, come viene mostrato nella 9ª stagione a fumetti, in cui Piper riesce a bloccare tutto anche a notevoli distanze.
Piper sviluppa il suo secondo potere relativamente tardi rispetto alle sorelle Prue e Phoebe. Il secondo potere di Piper, per la prima volta sperimentato nell'episodio 3.20, "Strategia finale", è il potere dell'accelerazione molecolare (o potere esplosivo). Tale potere, molto raro, si contrappone all'altro potere di Piper in quanto, mentre l'inibizione molecolare permette l'arresto del ritmo molecolare fino all'immobilizzazione, esso accelera il ritmo delle molecole fino a produrre un effetto macroscopico di esplosione. In altre parole, Piper con questo potere riesce a far esplodere i corpi solidi, compresi i demoni, prima quelli di livello inferiore poi anche quelli di livello superiore, per questo motivo è tra i poteri più forti delle sorelle: non è necessario preparare pozioni o recitare incantesimi per eliminare demoni potenti. Nonostante inizialmente abbia qualche difficoltà con il controllo di questo potere, in seguito riuscirà addirittura a far esplodere parti di un corpo o corpi singoli all'interno di un gruppo. Grazie a questo potere Piper diventa offensivamente la strega più potente del trio e quindi in grado di prendere il posto di Prue come sorella maggiore. In seguito il potere dell'accelerazione molecolare aumenterà notevolmente, come viene mostrato nella 9ª stagione a fumetti, riuscendo a sciogliere qualsiasi cosa compreso l'asfalto oppure soltanto a riscaldare.
Come le sue sorelle, Piper può individuare con un cristallo gli esseri magici, lanciare incantesimi e creare pozioni: in questa abilità sembra essere la più esperta tra le sorelle (probabilmente a causa della sua passione culinaria e la somiglianza di questa col creare pozioni). Nell'episodio 2.02 "Viaggio nel futuro" si accenna al fatto che come poteri futuri Piper otterrà quello di aumentare, diminuire o eliminare del tutto i suoni (lo fa intendere il fatto che riesce ad alzare e abbassare con la forza del pensiero il volume della televisione). Nell'episodio 6.01, Piper diventa una valchiria, combatte usando le arti marziali e acquisisce il potere della telecinesi che poi perderà quando ritornerà ad essere una strega. Inoltre nella 5 stagione quando Piper è incinta di Wyatt assume diversi poteri come la guarigione istantanea e anche il potere di deviare gli attacchi dei demoni tramite uno scudo protettivo. Questi poteri andranno persi non appena Wyatt nascerà.
- Stasi molecolare (potere bloccante)
- Accelerazione molecolare (potere esplosivo)
- Combustione Molecolare (potere di sciogliere oggetti e esseri viventi) (9 Stagione a Fumetti)
- Proiezione astrale (acquisisce questo potere nelle ultime stagioni)
- Trasfigurazione (acquisisce questo potere nelle ultime stagioni)
- Localizzazione con il pendolo
- Preparazione di pozioni (è la strega che riesce a conferire maggior forza alle pozioni da lei preparate)
- Formulazione di incantesimi
- Evocazione

## Lavoro
Nella prima puntata della prima stagione, Piper fa un colloquio di lavoro per diventare chef in un ristorante (durante il quale, tra l'altro, scopre per la prima volta il suo potere bloccante usandolo accidentalmente sullo chef che la stava esaminando), ma all'inizio della puntata 1x02 Piper spiega a Phoebe che lo chef ha deciso di non aprire più il ristorante, quindi Piper manterrà per il corso della prima stagione il suo lavoro di "gestione sala e cucina" presso il locale "Quake". Lascerà il posto per dedicarsi a qualcosa di meno impegnativo. Compra un locale, il P3, che terrà per molti anni, fino a quando deciderà di lasciarlo per potersi destreggiare come madre, moglie e strega senza troppi problemi. Nell'ultima puntata dell'ottava stagione, Piper spiega di esser ritornata a fare lo chef, comprando il ristorante dei suoi sogni.

## Realtà alternative
Viaggio nel futuro
Nell'episodio 2.02 "Viaggio nel futuro", ambientato in un ipotetico 2009, Piper è appena uscita dalla relazione con Leo dal quale, inoltre, ha avuto una bambina: Melinda Halliwell, che sappiamo essere una strega. Da ciò che dice l'ex-marito, la loro relazione è stata inizialmente molto felice, sebbene il lavoro di Angelo Bianco e quello di Strega buona non abbiano permesso la vita coniugale dei due. Nel corso degli anni, Piper, pur non avendo il potere dell'accelerazione molecolare, per compensare la mancanza di questo potere ha amplificato notevolmente il suo potere primario permettendo di bloccare addirittura un'intera piazza con una grande estensione e per una lunga durata.
Cento volte Streghe
In questo mondo, creato da Cole divenuto un'Incarnazione, Paige non ha mai incontrato le sorelle e Piper è divenuta una spietata cacciatrice di demoni, vestita con un succinto abito di pelle, sempre alla ricerca di nuove vittime, il suo scopo è trovare e uccidere Shax. Cole non le dà la caccia solo grazie al sacrificio di Phoebe, che è sposata con Belthazor.
Mondo al contrario
In questo mondo, comparso nell'episodio "Per il bene o per il male? (1ª parte)", Piper è parte del Trio delle malvagie streghe Halliwell.

## Vita precedente
Nell'episodio 2.14 "Il fascino del male", ambientato nel 1924, vengono mostrate le vite passate delle tre sorelle Halliwell; Piper (a quel tempo P. Baxter) era una Strega buona, cugina della vita precedente di Prue, con la quale ha ucciso l'altra cugina Phoebe, divenuta malvagia. Di lei sappiamo che era sposata con la vita precedente di Dan e Leo era il suo amante. Il suo potere era quello di rallentare il tempo, forse una forma più debole della Stasi Temporale. Sappiamo anche che è la bisnonna delle sorelle.

## Curiosità
- L'interprete di Piper Halliwell Holly Marie Combs è l'unica persona ad apparire sia nell'episodio pilota sia in tutti i 178 episodi messi in onda della serie Streghe.